# Тріфешть (Хоря, Алба)
Тріфешть, Тріфешті (рум. Trifești) — село у повіті Алба в Румунії. Входить до складу комуни Хоря.
Село розташоване на відстані 338 км на північний захід від Бухареста, 70 км на північний захід від Алба-Юлії, 58 км на південний захід від Клуж-Напоки.

## Населення
За даними перепису населення 2002 року у селі проживали 105 осіб, усі — румуни. Усі жителі села рідною мовою назвали румунську.